# Federación Obrera Local
La Federación Obrera Local (FOL) fue un sindicato anarcosindicalista de Bolivia fundado en 1926. Editaba la publicación La Humanidad y estaba afiliada a la ACAT (Asociación Continental Americana de Trabajadores) central latinoamericana que coordinaba a los anarcosindicalistas de diferentes países del continente y que a su vez era parte de la AIT.
Se originó de la fusión del Centro Obrero Libertario, que funcionaba tanto en La Paz como en Cochabamba, y del Centro Obrero Internacional que publicaba Aurora Roja; ambas asociaciones de anarquistas dedicadas a la agitación obrera y popular como a actividades teatrales e intelectuales. Considerada la FOL una de las máximas creaciones del anarquismo boliviano, en su seno actuaban grupos anarquistas, junto a organizaciones obreras horizontales de carácter gremial, trabajadores independientes y pequeños empresarios, y algunos pocos sindicatos de carácter industrial. 

## Contexto
En Bolivia, en anarquismo fue la principal fuerza en el movimiento sindical de fines del siglo XIX hasta la primera postguerra mundial, cuya mayor fuerza residía en las denominadas "sociedades de resistencia" a manera de gremios de artesanos y en los "centros obreros" a manera de clubes. No obstante la competencia del Partido Liberal y del Centro Obrero de Estudios Sociales, orientado por Ricardo Perales, los anarquistas lograron conservar su influencia, bajo la conducción de Cesáreo Capriles y la intensa actividad desplegada por el cura Tomás Chávez Lobaton. Su Federación Obrera Local se mantuvo hasta fines de los años 20 como la más importante, junto con la Federación Obrera del Trabajo, de tendencia marxista.
La FOL se crea en 1927 fruto de la acción de minorías actuantes que desde 1923 contribuyeron con la organización de los primeros sindicatos base de la Federación entre albañiles, carpinteros, mecánicos y sastres; casi todos trabajadores independientes o pequeños empresarios. Después de su fundación, la FOL fue incluyendo a heterogéneos sectores mestizos, los cuales al estar localizados en distintos puntos de la economía presentaban una compleja diversidad de matices internos: desde indígenas aymaras, niños vendedores de diarios, mujeres cholas culinarias y comerciantes minoristas, contrabandistas, vendedoras en los mercados, floristas y verduleras, hasta una amplia gama de estratos artesanales y trabajadores asalariados de cervecerías, curtiembres, fábricas de fósforos, velas y cartones.

## Luchas y auge
En 1927 se crea también el Sindicato Femenino de Oficios Varios que incluía a costureras y lecheras, entre otras, que acabaría siendo uno de los grupos más activos de la FOL y parte de la FOF. "Eran multitudes pues, ellas iban por delante y nosotros por detrás" afirmaría años más tarde su compañero de militancia Lisandro Rodas sobre aquellas libertarias que conseguirían esforzadamente el logro de importantes avances en la situación laboral de las vendedoras capitalinas y de las mujeres en general mediante la autoorganización. Nombres como Catalina Mendoza, Petronila Infantes y Susana Rada entre otras, por décadas sus nombres fueron recordados en los mercados de La Paz. 
Su publicación La Humanidad (1928) contó con la colaboración de Ramón Iturri Jurado (bajo el seudónimo de Tomas Katari), el pintor Arturo Borda (caliban), Santiago Asume (Juan Pueblo), Luis Salvatierra y Salustiano La Fuente.
Fuera de la labor organizativa de la FOL en los sindicatos fue descollante su participación en la lucha por la jornada máxima de ocho horas. La jornada de trabajo era de diez horas; el 10 de febrero de 1930 la FOL, a iniciativa de sus trabajadores en madera, inició una huelga general acompañada de manifestaciones provocadas por los operarios de la Maestranza Americana de Maderas contra la gerencia, en demanda de la jornada de 8 horas y un aumento salarial de 30%, pedidos que inmediatamente se extendieron a los patrones de diferentes industrias y fábricas. En el pliego petitorio los huelguistas argumentaban acertadamente que para aquella época en todos los países del mundo ya regían las 8 horas, siendo Bolivia el último lugar donde se planteaba esta petición (El Diario, 11 de febrero de 1930: 9). Luego de algunos incidentes y altercados entre obreros, patrones y policías, se acordó una negociación que duró tan sólo unos días y que finalmente estableció, por primera vez de forma real, la jornada laboral de 8 horas para una gran cantidad de trabajadores.
En 1929, se instaura en Bolivia un gobierno caciquil, que al ser incapaz de cobrar el fisco a los grandes consorcios bolivianos para cubrir los gastos de administración burocrática, impuso a todas las mujeres y hombres mayores de edad, por el hecho de residir en el país un impuesto que se llamaba “contribución por identidad”. Esto desató manifestaciones convocadas principalmente por mujeres, especialmente las de la Federación, lo que hizo fracasar la aplicación de cobro de dicha patente.

## Federaciones paralelas
La FOL era de por sí una federación de varios sindicatos de artesanos y pequeños propietarios y de algunos obreros industriales, pero además se lograron formar dos federaciones de sindicatos específicos, la de mujeres y la de campesinos. 

### Federación Obrera Femenina
Los diversas asociaciones y sindicatos femeninos de tendencia anarquista deciden agruparse en la Federación Obrera Femenina (FOF) en 1927 como rama de la Federación Obrera Local, que agrupa en su mayoría a empleadas del servicio doméstico, trabajadoras del mercado (recoveras, floristas, fruteras)  y cocineras. Acuerdan mantener una línea autónoma respecto de las organizaciones masculinas. Además de levantar una plataforma de reivindicaciones laborales, demandan el divorcio absoluto, la creación de guarderías y la igualdad ante la ley de todos los hijos/as. 
Las mujeres sindicalizadas de orientación anarquista se mantuvieron al margen de la movilización por el voto femenino. Aglutinando inicialmente a unas pocas organizaciones de verduleras que trabajaban en los mercados; sin embargo, la FOF se convertirá, después de la guerra del Chaco, en la vanguardia y el sostén de la FOL en una época de división y cooptación estatal. La dirigencia de la debilitada FOL rápidamente hizo suyos los planteamientos de las organizaciones femeninas, la FOF entonces dio vida al FOL, y mantuvo su accionar hasta la década de los 60.

### Federación Agraria Departamental
La Federación Agraria Departamental (FAD) se crea durante diciembre de 1946, afiliándose a la FOL y aglutinando a varios sindicatos campesinos e indígenas recientemente creados. La FAD fue fruto de la labor organizativa de esforzados folistas como Modesto Escobar, Pastor Chavarría y Hugo Aguilar, quienes junto a una nueva generación de jóvenes libertarios y artistas forjados en Tupiza restablecieron antiguos contactos con líderes agrarios indios colaborándoles en sus nuevas actividades. 
Uno de los objetivos principales de la FAD fue la educación de los indígenas rurales concebida como una vía para la emancipación, objetivo alcanzado parcialmente y con relativo éxito, ya que para el primer semestre de 1947 la FOL y la FAD habían conseguido levantar medio centenar de escuelas rurales que funcionaban autónomamente. De esta extensión hacia el agro se puede colegir que los anarcosindicalistas, de manera específica la FOL, vivían su última fase de ascenso e importancia, en alianza con no pocos indígenas aymaras.

## Represión y crisis
En los años 1929 y 1930 se acentuó descomunalmente la represión policial contra la Federación Obrera Local. La FOL que estuvo presente en el congreso constituyente de la ACAT en 1929 informó que, aunque sus efectivos en militantes –casi todos nativos- no fueron en gran volumen, ha sostenido numerosas luchas afrontadas con gran coraje y derroche de sacrificio en vidas y esfuerzos. Informa que además hay varios militantes perseguidos y que el local de la FOL está bajo vigilancia policial. 
La represión y la llamada "Guerra del Chaco" que enfrentaría a Bolivia con el vecino Paraguay debilitaría seriamente al movimiento anarquista que cayó en una profunda crisis y desorganización para 1932, que tuvo inmediata repercusión en el campo sindical. Pese a que la guerra del Chaco (1932-1935) determinó un paréntesis para los órganos sindicales en general y para los libertarios en particular, estos se reorganizaron de a poco a través de sus organizaciones femeninas una vez concluida la contienda bélica.
A pesar de la aparición de nuevos grupos libertarios y periódicos no se pudo evitar que varios de los sindicatos anarquistas entre ellos varios de los que formaban la FOL, se vieran obligados a integrarse, para subsistir, en la oficialista CSTB (Confederación Sindical de Trabajadores de Bolivia) iniciativa del gobierno militar corporativista de 1932-1935. De ahí en adelante la FOL recobraría parte de su vigencia, la que empero nunca alcanzó otra vez el esplendor de fines de los 20 y comienzos de los 30, debido al nacimiento, durante la posguerra, de un sindicalismo corporativista y controlado por los partidos nacionalistas y marxistas que cooptaron a varias entidades laborales. 
La FOL persiste en actividades aún hasta los 50 aunque impulsada desde los sindicatos femeninos. Muchos de sus sindicatos finalmente son cooptados por la Central Obrera Boliviana (COB) que giraba en torno al gobierno del MNR.